# Corneliu Râmniceanu-Manolescu
A fost cel de-al optulea președinte al Curții de Casație, între19.11.1917 și 22.08.1919.
A urmat studiile juridice în București, luând doctoratul în drept la Paris.
A avut o carieră de magistrat, de avocat și de funcționar public, revenind în cele din urmă în magistratură, unde, în scurt timp a ocupat funcții de conducere în cadrul Curții de Apel București, fiind ulterior numit consilier la Curtea de Casație.
În 1909 a fost numit procuror general pe lângă Curtea de Casație, iar din 1910 a ocupat funcția de președinte al Secției I civile. În anul 1917, în timpul refugiului tuturor instituțiilor la Iași, a devenit prim-președinte al Curții de Casație, după doi încetându-i mandatul ca efect al împlinirii limitei de vârstă.
În anul 1923 a devenit senator de drept.